# 김집 (1926년)
김집(金潗, 1926년 12월 15일~2012년 2월 4일)은 대한민국의 의사 출신 정치인이다. 제11대 국회의원을 지냈다.

## 학력
- 경성제1고등보통학교 졸업
- 경북의학전문학교 의학사
- 대한민국 육군보병학교 졸업
- 미국 피츠버그 대학교 의과대학원 의학석사
- 에모리 대학교 의과대학원 의학석사
- 일본 요코하마 국립 대학 의과대학원 의학박사

## 주요 이력
- 1963년 경북대학교 의과대학 교수
- 1963년 경상북도체육회 이사장
- 1964년 청구대학교 보건학과 외래교수
- 1965년 계명대학교 보건학과 강사
- 1966년 효성여자대학교 가정학과 강사
- 1966년 경북고등학교 기성회 회장 겸 이사장
- 1969년 경북여자고등학교 기성회 회장 겸 이사장
- 1973년 경북대학교 기성회 회장 겸 이사장
- 1973년 경상북도체육회 실무부회장
- 1974년 대한체육회 이사장
- 1976년 대구의사협회 회장
- 1980년 대한올림픽위원회 부회장
- 1982년 대한의학협회 대의원 의장
- 1982년 대한체육회 경기력향상위원장
- 1982년 대한체육회 부회장
- 1983년 대한스포츠의학협회 회장
- 1983년 아시아올림픽위원회 의무위원
- 1984년 아시아올림픽위원회 의무위원장
- 1985년 대한체육회 훈련원장
- 1985년 대한의학협회 상임고문
- 1985년 민주정의당 중앙위원회 체육보건행정분과위원장
- 1985년 아시아올림픽위원회 집행위원
- 1987년 새마을운동중앙본부 명예회장
- 1987년 서울 경기고등학교 총동창회 회장
- 1988년 서울올림픽 한국대표선수단 단장
- 1988년 제7대 체육부 장관
- 1990년 한국청소년연맹 총재
- 1991년 서울 경기고등학교 총동창회 명예회장
- 1992년 아시아청소년단체협의회 수석부의장
- 1992년 올림픽기념사업추진위원회 위원
- 1993년 한국청소년단체협의회 의장
- 1993년 대한체육회 고문
- 1993년 세계청소년단체협의회 고문
- 1993년 중앙대학교 행정학과 초빙교수
- 1994년 한양대학교 행정학과 초빙교수
- 1994년 대한자원봉사단체협의회 부의장
- 1995년 세계청소년대표자회의 조직위원
- 1996년 월드컵 남북공동개최 범국민운동본부 고문
- 1996년 TBC 대구방송 문화재단 이사장
- 1996년 월드컵2002조직위원회 조직위원
- 1997년 호암재단 이사장
- 1997년 아시아청소년단체협의회 의장
- 1997년 한국청소년연맹 명예총재

## 저서

### 저술
- 《한국 체육발전과 국민보건》
- 《산업안전보건관리 실무총람》

### 번역
- 《산업안전보건법》

### 수필
- 《일본을 꺾던 날》
- 《세계 4강에 오르던 날》

### 논문
- 《인간염색체 연구》
- 《유행성 일본 뇌염의 저온요법》
- 《교환수혈》
- 《주사침을 이용한 소아혈관 주사법》
- 《혈액배양에 의한 인간염색체》
- 《1:2:3 수액요법》
- 《한국체육의 앞길》
- 《나의 건강법》

## 역대 선거 결과
|  | 35.6% |

|  | 35.25% |